# Toshia Mori
Toshia Ichioka, conocida como Toshia Mori (Kioto, Japón, 1 de enero de 1912 – El Bronx, Nueva York, 26 de noviembre de 1995) fue una actriz japonesa que tuvo una breve carrera cinematográfica en los Estados Unidos en la década de 1930.
Nació en Kioto, Japón. Mori se trasladó a los Estados Unidos cuando tenía diez años de edad.
Inició su carrera cinematográfica a finales de la década de 1920 trabajando en películas mudas como adolescente, y en 1932 fue la única actriz asiática elegida como una de las WAMPAS Baby Stars, una lista anual de jóvenes y prometedoras actrices. Su papel más significativo llegó con la película de Frank Capra La amargura del general Yen(1933), en la cual aparecía en el tercer lugar de los títulos de crédito, detrás de Barbara Stanwyck y de Nils Asther. Tras este título actuó en papeles menores, siendo su última actuación cinematográfica la que hizo en Charlie Chan on Broadway en 1937.
Una vez finalizada su carrera, trabajó como investigadora para los cortos de Robert Ripley conocidos como Ripley's Believe It or Not.    
Falleció en el Bronx, Nueva York.